# Frank Reidock
Frank W. Reidock (* 1968 in Hamburg) ist ein deutscher Schauspieler, Synchronschauspieler und Sprecher.

## Leben
Frank Reidock besuchte von 1994 bis 1996 die „Schauspielschule Margot Höpfner“ in Hamburg. Zu Beginn seiner Schauspiellaufbahn spielte er auch Theater. So trat er 1997 beim „Thalia in der Kunsthalle“ als Malvolio im Shakespeare-Stück Was ihr wollt (Regie: Effi Mendez) auf. Mittlerweile arbeitet Reidock fast ausschließlich für Film und Fernsehen. 
In dem Actionfilm Not going down (2001), dem Abschlussfilm von Regisseurin Laura Lehmus an der Kunsthochschule für Medien Köln, spielte er neben Till Franzen, Ronald Marks, Ingrid Profitlich und Dirk Böll. 
In der RTL-Serie Gute Zeiten, schlechte Zeiten war er von Juni 2000 bis August 2000 in einer wiederkehrenden Serienrolle zu sehen; er spielte Bernd Kohlweyer, einen Mitarbeiter der Werbeagentur Sisters, aus der er einen Escort- und Hostessenservice macht, und der einen grausamen Tod stirbt, als er mit seinem Kopf in den Propeller seines Privatjets gerät. In der Kult-Serie Hausmeister Krause spielte er als Klaus gemeinsam mit Michael Dierks (als Sascha) ein homosexuelles Paar. Er hatte außerdem zahlreiche Episodenrollen, u. a. in den Fernsehserien Großstadtrevier (2000), Die Rettungsflieger (2000) und Die Rosenheim-Cops (2012, als Investor Lothar Kreiling). In der ZDF-Krimiserie Die Garmisch-Cops (2014) verkörperte er in einer Episodennebenrolle den Juristen Dr. Erwin Blum, einen alten Studienfreund und Verehrer der Staatsanwältin Claudia Wölk (Franziska Schlattner). Im Januar 2018 ist Reidock in der ZDF-Krimiserie Die Rosenheim-Cops erneut in einer Episodenrolle zu sehen; er spielt den „dubiosen“ Rosenheimer Wirtschaftsmediator Boris Bellstett.
Reidock arbeitete auch als Werbedarsteller für die Agentur Jung von Matt, u. a. in einem Werbespot für die BILD-Zeitung, mit Cornelia Schindler als Partnerin.
Reidock machte außerdem eine Ausbildung zum Snowboardlehrer und Tauchlehrerassistenten und ist Inhaber des Kitesurfscheins und des Sportbootführerscheins. Er lebt in Hamburg und München.

## Filmografie (Auswahl)
- 1999; 2000: Die Rettungsflieger (Fernsehserie, zwei Folgen)
- 2000: Großstadtrevier: Der weiße Ritter (Fernsehserie, eine Folge)
- 2000: Gute Zeiten, schlechte Zeiten (Fernsehserie, Serienrolle)
- 2001: Not Going Down (Kurzfilm)
- 2004: Unser Charly: Gewagter Einsatz (Fernsehserie, eine Folge)
- 2004; 2007: Hausmeister Krause (Fernsehserie, Serienrolle)
- 2009: entzweit[8] (Kurzfilm)
- 2012: Die Rosenheim-Cops: Ein überraschung für Mohr (Fernsehserie, eine Folge)
- 2014: Die Garmisch-Cops: Wo gesägt wird…  (Fernsehserie, eine Folge)
- 2015: Johnny Unsaddled (Kurzfilm)
- 2018: Die Rosenheim-Cops: Das letzte Geschäft (Fernsehserie, eine Folge)